# Eohyllisia albolineata
Eohyllisia albolineata là một loài bọ cánh cứng trong họ Cerambycidae.